# Nacaome
Nacaome (del náhuatl: Nakaome) es un municipio y una ciudad de la República de Honduras, cabecera del departamento de Valle. La ciudad está situada en la parte sur oriental del departamento de Valle, al lado derecho del río Nacaome.

## Toponimia
NACA-OME significa: "Unión de dos carnes". Fue bautizado así, por la fusión de dos tribus: los Cholulas y Chaparrastiques.

## Límites
Se sitúa a unos 90 km al sur de Tegucigalpa, por la carretera que se dirige a Choluteca, sobre la Carretera Panamericana, a 4 km al oeste.

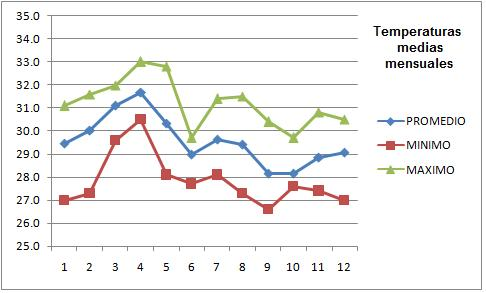
Temperaturas medias mensuales, máximos y mínimos de los promedios mensuales (°C).

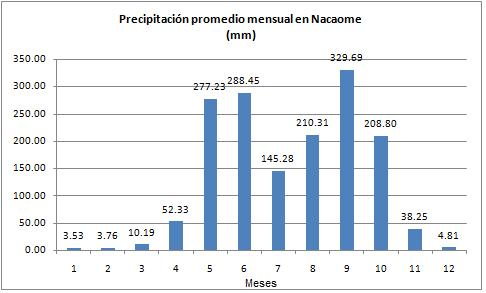
Gráfico con las precipitaciones promedio mensual, con base en los registros del período 1951-1993.

| Orientación | Límite                                  |
| ----------- | --------------------------------------- |
| Norte       | Municipio de Langue, Valle              |
| Norte       | Municipio de San Francisco Coray, Valle |
| Sur         | Municipio de Amapala, Valle             |
| Este        | Municipio de San Lorenzo, Valle         |
| Este        | Municipio de Pespire, Choluteca         |
| Oeste       | Municipio de Goascorán, Valle           |
| Oeste       | Municipio de Alianza, Valle             |

Extensión Territorial: 589.2 km²

## Clima
El clima en la parte baja del Valle de Nacaome es tropical, caluroso, con un período de lluvias que va de mayo a octubre. Durante la estación seca, las elevadas temperaturas determinan una sequía acentuada, incrementada ulteriormente por el viento seco que va en dirección tierra-mar.
Las precipitaciones anuales son significativas, con un promedio de 1,574.28 mm/año, siendo el valor mínimo observado en el período entre el 1951 y el 1993 de 1,084.70 mm y el valor máximo, en el mismo período, 2,557,00 mm. Sin embargo las lluvia se concentran en un período de tan solo 6 meses, entre mayo y octubre.
Las temperaturas medias mensuales son notablemente altas como se puede observar en el gráfico.
La humedad relativa es elevada y oscila entre 60 y 80%, presentando los mayores valores durante la estación húmeda.

## Historia
La fundación de la ciudad fue el producto, de la unión de dos tribus rivales: los Cholulas y Chaparrastiques, quienes cansados de tantas sangrientas batallas que sostenían entre ellos, decidieron unirse y levantar sus viviendas; en la mitad de sus territorios al margen del Río Chapulapa (nombre aborigen del ahora: Río Nacaome).
En 1535, fue fundada Nacaome. Llegan los españoles se establecen y construyen la primera iglesia, y ese mismo año se organiza allí la primera municipalidad.
Entre el 20 y 23 de enero de 1835, la población de Nacaome fue testigo de la extraordinaria erupción del volcán Cosigüina, a poca distancia hacia el sur del pueblo. Los habitantes pudieron ver en la oscuridad del cielo ocasionada por la ceniza volcánica "vislumbres colorantes."
En 1844 el ejército de Nicaragua invadió la ciudad de Nacaome, al mando del General Juan Morales con 3800 militares, pero estos fueron derrotados por el ejército de Honduras el 23 de octubre de 1844 al mando del General José Santos Guardiola 
En 1845, a Nacaome se le dio el título de ciudad.
En 1847, en Nacaome se celebró la conferencia unionista centroamericana denominada Dieta de Nacaome, en la que participaron delegados de El Salvador, Honduras y Nicaragua.
En 2015 (mayo), se inauguró el mayor parque de energía solar de América Latina y el Caribe. Con una capacidad instalada para producir 100 megavatios (MW) al año con dos plantas de 50 cada una y con la posibilidad, según la demanda, de llegar a alcanzar hasta 140, el complejo es privado y comenzó a operar en la Aldea La Llave, del Municipio de Nacaome, del sureño Departamento de Valle. La nueva central fotovoltaica de Honduras supera a las que existen en Chile y México, líderes en este sector.

## Población

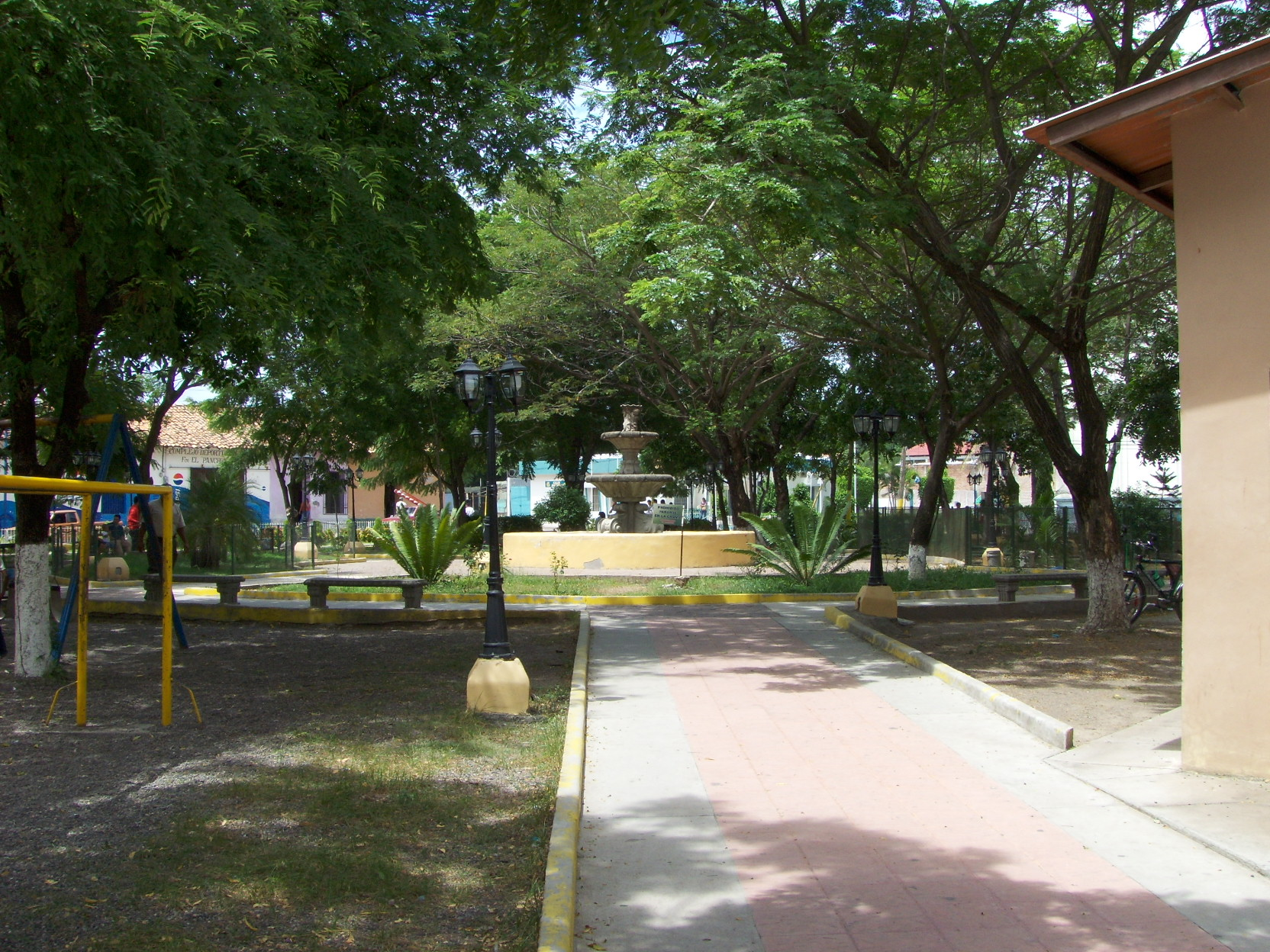
Nacaome vista de la Plaza Central.

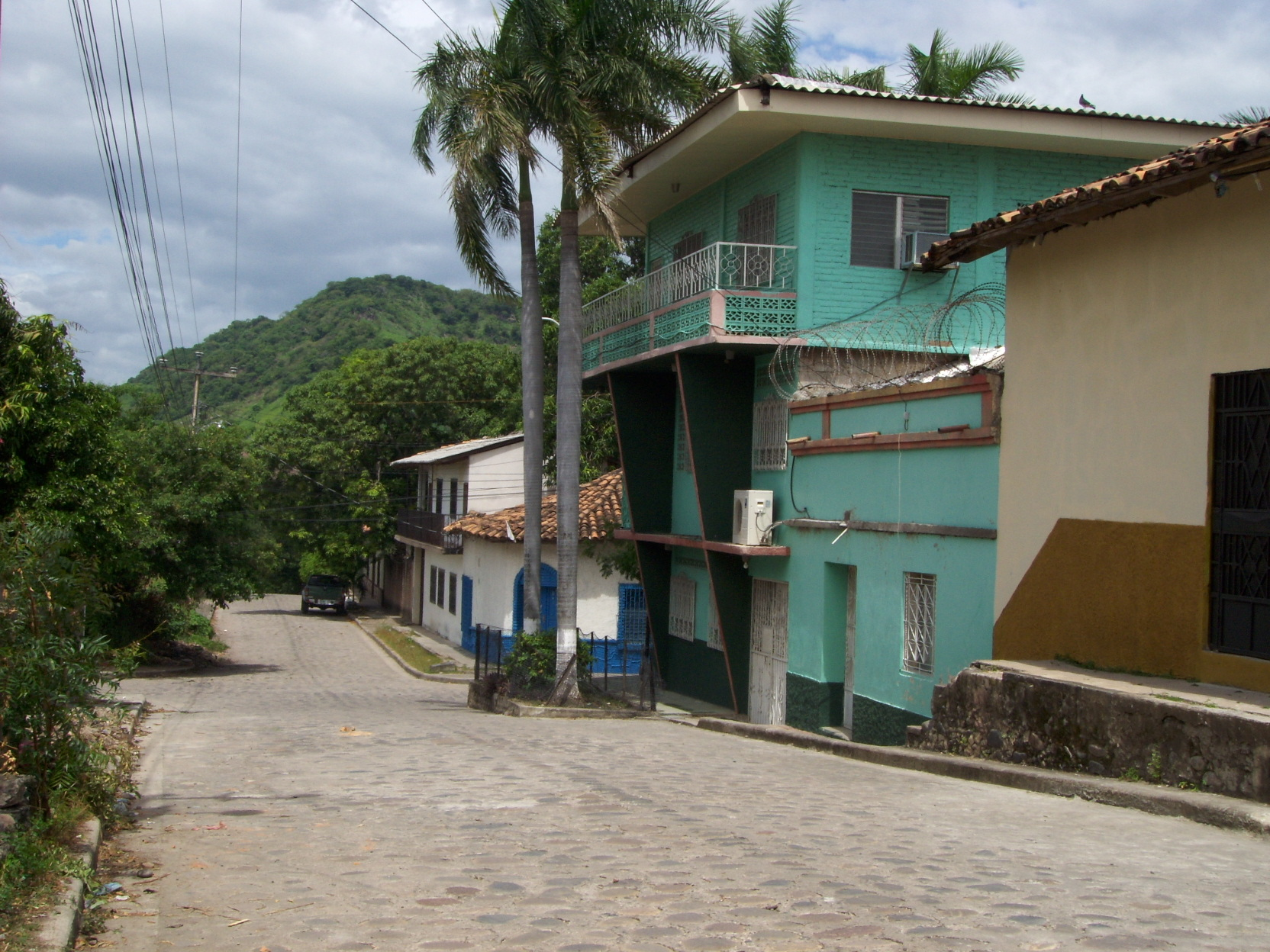
Nacaome vista de una calle típica.

La población de la ciudad, es de aproximadamente 57.345 habitantes(según el INE). 
| Aldea / Caserío     | Habitantes |
| ------------------- | ---------- |
| Buena Fe            | 267        |
| El Espino           | 389        |
| Moraicito           | s.d.       |
| El Papalón          | 175        |
| Lagartillo          | 231        |
| Santa Erlinda       | 231        |
| El Chaparral        | 119        |
| El Puyadero         | 181        |
| La Guadalupe        | 108        |
| El Tabacal          | 175        |
| El eden o Corcobado | s.d.       |
| Jícaro Galán        | 1 321      |
| Nagarejo            | s.d.       |
| El Vado             | 458        |
| Playa Grande        | 500        |
| El Polvo            | 64         |
| El Tular            | 1 858      |
| El Chilcal          | 377        |
| Paso de Vela        | s.d.       |
| Campamento          | 326        |
| El Pedrerito        | 324        |
| Las Placitas        | 90         |
| Agua Fría           | 3 082      |
| El Tamarindo        | 250        |
| Desvío El Tránsito  | 251        |
| El Chiflón          | 452        |
| La Brea             | 501        |
| El Rincón           | 158        |
| El Basan            | 212        |
| El Rosario          | s.d.       |
| El Guayabo          | 857        |
| Brisas del Lago     | s.d.       |
| La Cofaisita        | s.d.       |
| Chilamatada         | 304        |
| Ceibilla            | 200        |

## Economía
Se dedican primordialmente; al comercio, al cultivo del maíz, frijoles, producción de sal, camarones y exportación del melón.
La estructura productiva del Municipio se caracteriza por la coexistencia de la industria exportadora con la actividad artesanal, frecuentemente en estado de conflicto. En ese contexto, las actividades de mayor repercusión se centran en la industria del cultivo del camarón, simultáneamente aliada a la pesca artesanal. La agricultura intensiva de exportación con el cultivo de granos básicos para consumo; y la actividad industrial de procesamiento de la sal, con su recolección artesanal.

### Camaronicultura
Los humedales del golfo de Fonseca con bosques densos de manglares crean el medio apropiado para el desarrollo de actividades de importancia económica como la pesca y la industria del camarón que se instala en los principios de la década del 70.
La industria del camarón cultivado se difundió posteriormente con el incentivo del Gobierno Central y mediante el aporte masivo de inversión de capital y la concentración en las empresas de mayor nivel tecnológico. La actividad ocupa el tercer rubro en importancia dentro de los bienes exportados por el país,[1] y ubica a
Honduras como principal productor y exportador de Centroamérica.
El rubro es de gran importancia para la ocupación local y se desarrolla en dos ciclos anuales, en la temporada alta, que coincide con la estación de lluvias existe insuficiencia de servicio de empaque ante el aumento de las cosechas de camarón, mientras que durante la estación seca, algunas empacadoras permanecen ociosas y se ven forzadas a recortar puestos de trabajo. Esa modalidad convive con la pesca artesanal de subsistencia y comercial, que tradicionalmente desarrolló la población sin regulación por parte del Estado.

### Agricultura
Las plantaciones de algodón y ganadería extensiva fueron desplazadas progresivamente, y a partir de la década de los noventa, el Gobierno Nacional crea los incentivos para diversificar el agro.
A través de exenciones y subsidios se promueven productos no tradicionales de alto rendimiento orientados a la exportación, y con ello, se produce el auge de determinados cultivos, algunos ya existentes en el área como el melón y la sandía. La producción de melón en particular, está concentrada en empresas que poseen una alta integración vertical desde el cultivo del producto hasta su comercialización, y en general, tienen alguna conexión con las empresas de los mercados de destino bajo distintas modalidades de alianza.
La oferta laboral de la actividad agrícola es estacional, se concentra en la época seca y disminuye en los meses de abril a septiembre, y los salarios son inferiores al de las otras actividades. Esta actividad coexiste con la agricultura de subsistencia cuyos cultivos prevalecen en temporada de lluvias, por lo que en gran medida, actúa como actividad complementaria de la anterior para la subsistencia.

### Actividad salinera
Como en las otras actividades, existe una actividad de recolección artesanal en la zona costera que luego se vende a las fábricas procesadoras de San Lorenzo, quienes además, tienen sus propios recolectores. El trabajo se realiza en dos temporadas durante el año: la recolección de sal en las zonas costeras durante los últimos días de enero a mayo, y el proceso de industrialización en la fábrica, en el período de mayo a diciembre.

## Turismo

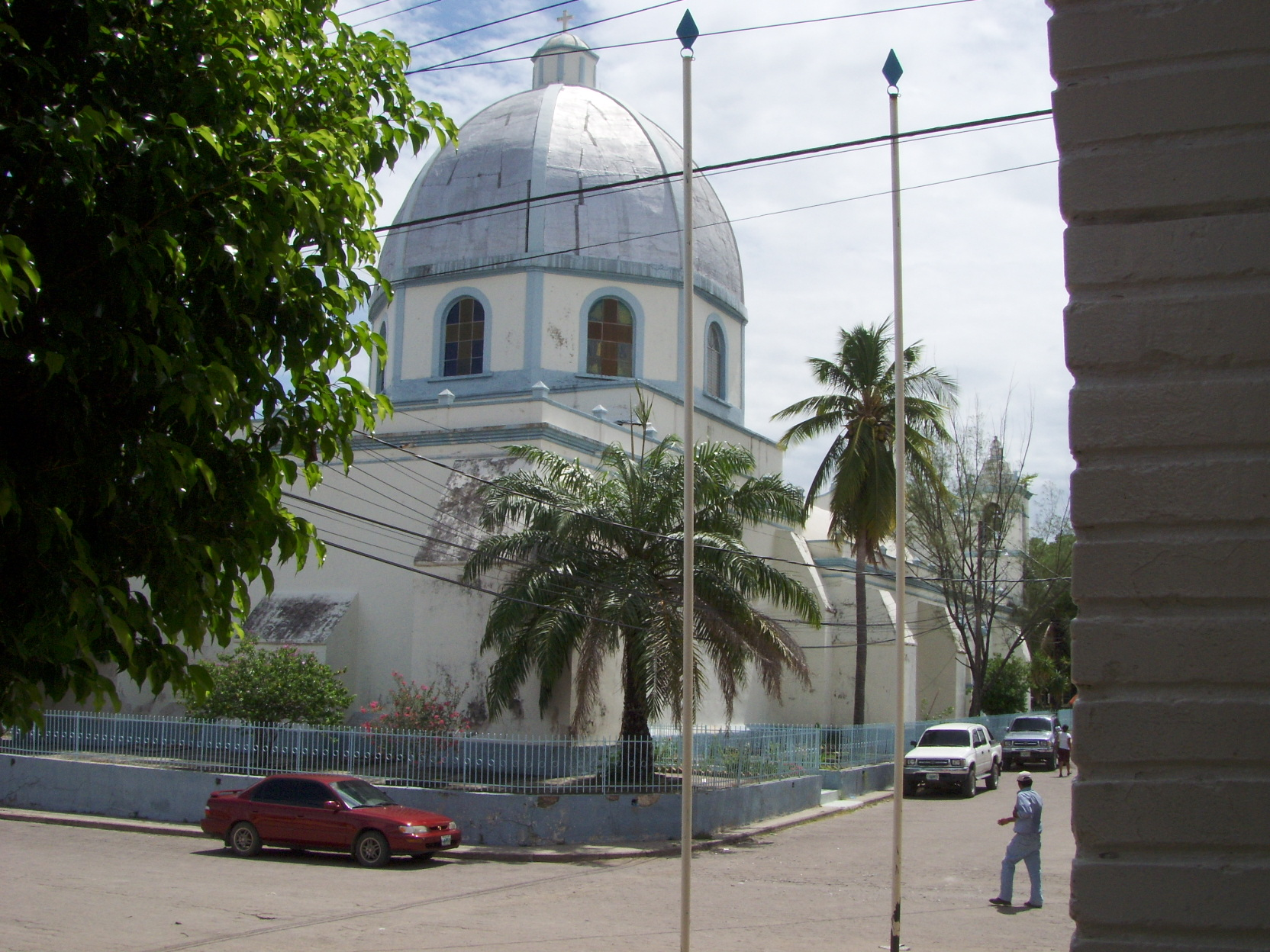
Nacaome fotografía lateral de su catedral.

El turismo es incipiente pero constituye una actividad con potencial integrando el conjunto de puntos de interés de la región sur, especialmente San Lorenzo, Amapala y Coyolito, que cuentan con una incipiente infraestructura básica de servicios al turista. La ventaja competitiva local proviene del puerto como punto de partida de un recorrido por el Golfo de Fonseca.
El Instituto Hondureño de Turismo (IHT) y el Comité para la Defensa y Desarrollo de la Flora y Fauna del Golfo de Fonseca (CODDEFFAGOLF), ofrecen paquetes ecoturísticos a visitantes nacionales y extranjeros.

### Feria Patronal
Del 8 al 23 de marzo, día de San José

## División Política

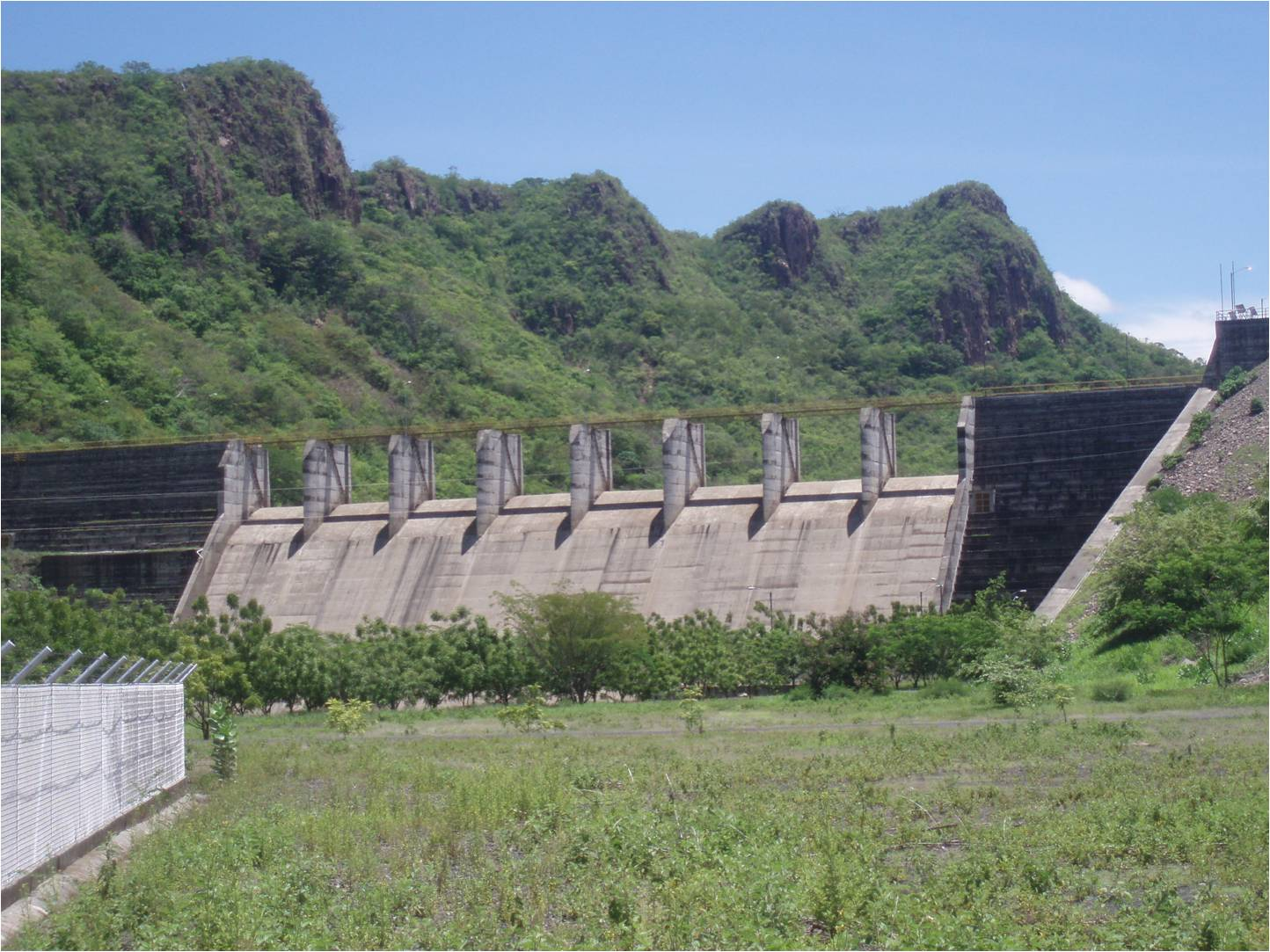
Represa sobre el río Nacaome, para el abastecimiento de agua potable a todo el valle.

Aldeas: 10 (2013)
Caseríos: 217 (2013)
| Código | Aldea              |
| ------ | ------------------ |
| 170101 | Nacaome            |
| 170102 | Agua Caliente      |
| 170103 | El Rosario         |
| 170104 | El Tabacal         |
| 170105 | El Tular           |
| 170106 | Guacirope          |
| 170107 | Moropocay          |
| 170108 | San Antonio        |
| 170109 | San Nicolás Arriba |
| 170110 | San Rafael         |

## Deportes
La ciudad es representada en la Segunda División de Honduras por el Club Deportivo Pirata, a la que Ascendió en 2023.